# Tit
Tit (arab. ﺗﻴﺖ) to miasto i gmina w dystrykcie Aoulef, w prowincji Adrar, w południowo-środkowej Algierii. Według spisu z 2008 roku liczba ludności wynosi 4 417 w porównaniu z 3 160 w 1998 r., z roczną stopą wzrostu 3,5%.